# Raudeberg
Raudeberg is een plaats in de Noorse gemeente Vågsøy, provincie Vestland. Raudeberg telt 671 inwoners (2007) en heeft een oppervlakte van 0,68 km².